# マシンガン・プリーチャー
『マシンガン・プリーチャー』（Machine Gun Preacher）は、2011年のアメリカ合衆国の映画である。元麻薬密売人で牧師のサム・チルダースを描いた作品である。

## ストーリー
元麻薬密売人のサムは、ある事件をきっかけに更生し、建設業を営みながら、母デイジー、妻リン、娘ペイジと4人で幸せに暮らしていた。ある日、教会の礼拝でウガンダの牧師の話を聞いたサムは第二次スーダン内戦が続いているアフリカに向かう。そこでスーダン人民解放軍のデンから、神の抵抗軍（LRA）が子供たちを拉致して、少年兵にしている事実を聞かされる。サムは苦しむ子供たちを救うために戦うことを決心する。
LRAの妨害に遭いながらも、妻リンの励ましもあり、サムはスーダンに孤児院を完成させる。しかし、子供たちの救出が思うに任せない上に、孤児院を維持することも困難な状況に、サムは苛立ちを募らせ、家族にもつらくあたるようになったばかりか、幼なじみの親友ドニーまでも見捨てて死なせてしまう。スーダンでの活動に対するサムの執念は異常なまでの狂気を帯びるようになり、妻リンにも相談せずに勝手に自分の会社を売り払い、その金を持ってスーダンに向かう。
子供たちを救うためなら手段を選ばないサムのエスカレートして行く攻撃性を前に、元LRAの少年兵で孤児院に保護されている少年ウィリアムはサムに、LRAに脅されて実の母親を殺したという悲惨な過去とともに、心を憎しみで満たすことはLRAの思う壺だと語る。この言葉にサムはようやく目を覚まし、家族への愛を取り戻す。そして、改めて自分のなすべきことを果たすために戦う。

## キャスト
※括弧内は日本語吹き替え
- サム・チルダース - ジェラルド・バトラー（中田譲治）
- リン・チルダース - ミシェル・モナハン（本田貴子）
- デイジー - キャシー・ベイカー（竹内絢子）
- ドニー - マイケル・シャノン（中村大樹）
- ペイジ - マデリン・キャロル（矢野亜沙美）
- デン - スレイマン・スイ・サヴァネ（谷昌樹）
- クラウス牧師 - リーヴィス・グレアム（大塚芳忠）

## 受賞歴
| 賞                   | 部門     | 対象         | 結果       |
| -------------------- | -------- | ------------ | ---------- |
| ゴールデングローブ賞 | 主題歌賞 | "The Keeper" | ノミネート |